# Alamanno
Alamanno fue un antiguo monarca, rey de los boios, pueblo celta de origen galo (Galia). Este pueblo le consideraba como el fundador de la nación de los boios, en el siglo V a. C., dándole la dignidad de divinidad, así le invocaban como "dios de la guerra" antes de empezar las batallas.
Dará nombre al "Derecho Consuetudinario Alamanno".